# Easton-in-Gordano
Easton-in-Gordano – wieś w Anglii, w hrabstwie ceremonialnym Somerset, w dystrykcie (unitary authority) North Somerset. Leży 9 km na zachód od miasta Bristol i 179 km na zachód od Londynu. W 2001 miejscowość liczyła 4719 mieszkańców.